# Kavakacu Taeko
Kavakacu Taeko (河角 多恵子; Hepburn: Kawakatsu Taeko) (Japán, 1972. október 30. –) japán válogatott labdarúgó.

## Nemzeti válogatott
1988-ban debütált a japán válogatottban. A japán válogatottban 2 mérkőzést játszott.

## Statisztika
| Japán válogatott | Japán válogatott | Japán válogatott |
| Időszak          | Mérk.            | gól              |
| ---------------- | ---------------- | ---------------- |
| 1988             | 2                | 0                |
| Összesen         | 2                | 0                |